# Токобаев, Молдогазы
Молдогазы Токобаев (кирг. Молдогазы Токобай; 27 февраля 1905, с. Тору-Айгыр, Верненский уезд, Семиреченская область, Российская империя — 21 мая 1974, Фрунзе, Киргизская ССР, СССР) — советский киргизский государственный и партийный деятель. Председатель Президиума Верховного Совета Киргизской ССР (1943—1945).
Поэт, прозаик, один из первых киргизских драматургов.

## Биография
Родился в крестьянской семье. Рано лишился родителей, воспитывался в детском доме.

### Политическая и государственная деятельность
В 1926 — окончил сельскохозяйственный техникум.
1926—1929 работал ответственным секретарём Кара-Кольского кантонного комитета комсомола Казакской АССР. Член ВКП(б) с 1928.
В 1929 был направлен на учёбу в Коммунистическом университете трудящихся Востока имени И. В. Сталина, который окончил в 1931.
В 1936—1937 — ответственный редактор газеты «Кыргыз туусу» («Красный Киргизстан»), ответственный секретарь Союза писателей Киргизской ССР. Затем — директор Киргизской государственной филармонии (1937—1941).
С 1941 на партийной работе. В 1941—1944 — 3-й секретарь ЦК КП(б) Киргизии.
22 марта 1943 — председатель Президиума Верховного Совета Киргизской ССР, в этой должности работал до 14 ноября 1945.
Затем направлен в созданную Таласскую область 1-й секретарем областного комитета КП(б) Кыргызстана (ноябрь 1945—1948).
В 1948—1949 — заведующий Отделом ЦК КП(б) Киргизии.
В 1949—1953 работал председателем Комитета по радиофикации и радиовещанию при Совете Министров Киргизской ССР.
Позже до 1957 — заведующий Отделом газеты «Советтик Кыргызстан».
Избирался депутатом Верховного Совета СССР 2 созыва (1946—1949).
С 1957 на пенсии.

### Творчество
М. Токобаев — одним из зачинателей киргизской письменной литературы, один из первых драматургов Киргизии.
Литературную деятельность начал в середине 1920-х годов. С 1924 сотрудничал с первой на киргизском языке газетой «Свободные горы» («Эркин-Тоо»). Первые стихи появились в печати в 1924. Первый сборник стихов поэта был издан в Москве в 1931 году. В своей поэзии воспевал новую жизнь, патриотизм, созидательный труд родного народа.
В 1927 им была создана пьеса «Кайгылуу Какей» («Горемычная Какей») — первая киргизская многоактная драма, посвященная судьбе женщины, которая явилась большой творческой удачей молодого автора, стала большим общественным событием, положив начало развитию национальной драматургии.
Позже было опубликовано более 20 стихотворных и прозаических изданий произведений писателя.

### Избранные произведения
Автор нескольких поэтических сборников и поэм. Наиболее значительны поэмы «Комсомолка» (1938), «Силу героя оценит народ» («Эрдин күчүн эл сынайт», 1942).
- Мы друзья Ленинграда. — Ф., Киргизгосиздат, 1946. — 71 с. ;
- Весна пришла: Стихи и поэмы. — Ф.: Киргизгосиздат, 1958. — 126 с.
- Стихи // Поэты Киргизии. — Л., 1980. — С. 347—358;
- Первый поезд: Стихи // Памятник солнцу: Стихи поэтов Киргизии, посвященные дружбе народов. — Ф., 1975. — С. 36-37;
- Стихи // Голоса вершин: Стихи кыргызских поэтов. — М., 1975. — С. 81-84.
- Бедная Какей: Стихи, поэмы и драма — Ф.: Кыргызстан, 1985

## Награды
- Медаль «За трудовое отличие» (7 июня 1939) — за выдающиеся заслуги в деле развития киргизского театрального искусства